# 深南部 (タイ)
タイの深南部（しんなんぶ）とは、マレーシアとの国境付近、南部のパッターニー県を中心とする地域を指す。具体的には、主にパッターニー県・ヤラー県・ナラーティワート県の三県（深南部三県）に、ある程度のマレー系住民がいるソンクラー県（シンゴラ）を加えてこう呼ぶ。
住民はマレー系が多く、タイからの独立を目指す動きがある。同じくマレー系住民の多いサトゥーン県については、歴史的にケダ王国（Kedah Kingdom, 630年 - 1136年）やタイと親密な関係を保ったケダ・スルタン国（Kedah Sultanate, 1136年 - ）の支配する地域であったため、後述するがパタニ王国復興を掲げた運動には関わらないことが多く、テロ活動の文脈では含まれないことが多い。
注：以下の文では、中立的な観点からマレー語的表記である“パタニ”を王国時代の表記あるいはマレー人的観点からの用語に対して使い、タイ語的表記である“パッターニー”をタイ編入後の地名表記に使用した。

## 歴史

### 初期の歴史
現在のタイ南部にはランカスカ王国が存在した。この王国は、マレーシアのケダ州・クランタン州・トレンガヌ州、およびタイ国のパッターニー県（パタニ）・ヤラー県（ジョロール）・ソンクラー県（シンゴラ）・サトゥーン県（ストゥール）を領有していた。この王国は初期にはヒンドゥー教を国教としていたが、イスラーム化が進行し、のちの15世紀中期にイスラーム化した。
パタニ王国は、ヨーロッパや中国・日本との貿易により17世紀にはマレー半島の貿易の中心として黄金期を迎えたが、王国は常にスコータイ王国やアユタヤ王国の服属下にあったため、独立を求めて度々争った記録がある。
パタニ王国は、パタニ王国内部の政争に加え、18世紀後半にはソンクラーに親タイ的な華人の政権が誕生しパタニに代わる交易拠点として発展を遂げたため、その貿易拠点としての価値が減じた。その後、マレー半島を狙っていたタイに進出の機会を与えてしまう。

### タイによる併合
タイがビルマによって滅ぼされ、タークシン王朝をもって復興し、ラーマ1世がチャクリー王朝を建てる18世紀には、パタニ王国は非常に衰退していた。パタニはアユタヤ王国の後継者である新生タイへの服属を拒否したため、タイ軍がパタニに遠征し、この時ラーマ1世の子であるスラシー親王が勝利しパタニを支配下に置いた。この時の記録によると、4,000人にも及ぶパタニ人がバンコクに連れてこられ、運河を掘る労役をさせられたという（その後彼らは宗教面以外で同化し、タイ人を自称）。
その後パタニは、1791年から1808年までタイ政府への抵抗を試みているが、タイはパタニを分割統治することでその力を削ぎ、抵抗を押さえ込んだ。パタニは、1837年にもモハマッド・サードの大乱を起こしてタイ政府を悩ませた。1882年にはパタニは正式にタイへ編入され、タイ人知事がタイ中央から派遣されるようになった。1902年にパタニ国のスルタン制は廃止され、続く1909年にタイ政府が大英帝国との間に結んだバンコク条約（英泰条約）によりパタニ領のタイ領化が国際的に承認され、旧パタニ王国はモントン（州）を形成した。一方、パタニ諸邦のうち、クランタン・ケダ・トレンガヌ・プルリスはイギリスに割譲され、のちにマレーシアの一部を構成することになる。その後1933年のモントン解体により、深南部三県が成立した。

### パタニ国
第二次世界大戦時には、タイは日本と同盟した。この時タイは旧日本軍に対し、マレー半島の英領マレーに対する優越を認めた。その一方でパタニ独立運動の指導者であるトゥン・マフムッド・マフユッディンは、日本の敗戦によるパッターニー独立を条件にイギリスと同盟した。一方でパッターニーの住民は、戦時中のピブーンソンクラーム首相によるラッタニヨム（愛国信条）に頭を痛めていた。この信条には、仏像に礼拝するなどの項目が含まれていたからである。1945年に日本は敗戦し、その後イギリスの約束通りにパッターニーが独立するかに見えたため、住民はパタニ国旗を揚げたという。

### その後の経過
イギリスは約束を反故にし、パッターニーは再びタイ領へ戻った。その後、いくつかの独立を目標とするグループが組織された。先述のトゥン・マフムッド・マフユッディンは自身がパタニ王国のスルタンとなる独立を目指していたが、一方でハッジ・スロン・トックニマの支持する路線は旧イランのようなイスラーム革命を行った国を理想とするパタニ・イスラーム共和国を打ち立てようとしていた。パタニ連合解放組織が有力な組織である。
タイ政府は、イスラーム人口の多い南部四県への国民統合政策を実施した。ソンクラー県は福建系華人と仏教徒の移住者が多く、ハジャイが南部の経済中心都市としてタイ中央やペナンとの関係を維持した。一方、サトゥーン県はもともとケダ・スルタン国の一部であって、日常的にはタイ語が使われていてタイ文化との接触が大きかったため、統合の経過は比較的穏やかである。しかし、日常的にマレー語を使っていてマレー・イスラーム意識の強い深南部三県においては、タイ国への同化に激しい抵抗が生じている。
深南部三県では国王襲撃事件など度々事件が起きていたが、政府の開発が大きく遅れたことや、汚職公務員や汚職警官などの「島流し」先としてこの地域が使われたため、深南部三県はあまり好ましい条件であるとはいえなかった。さらに、この地域のマレー人意識が強い人々はタイ政府の学校には通わず、この地域やクランタンに特有のポンドック（あるいはポーノと呼ばれるイスラーム寄宿学校）に通い、タイ語教育を拒否する者が多かった。また、教育の機会を中東の大学に求めてイスラム教とアラビア語の知識を深めたが、タイでは雇用の機会を得られず、貧困が深刻化していった。
パタニ地域の分離独立運動が激化したのは、1950年代と1970年代である。タイ政府の強権的なゲリラ掃討作戦は、却って中東の過激なイスラーム主義運動にムスリム住民をなびかせる結果となった。1980年代にはタイ政府は方針を転換し、一般タイ人へのムスリムへの理解を深める文化政策や地域への援助を含む開発策を講じ、1990年にはマレーシア側との軍事・開発協力計画が成立し、この地域の治安は一旦沈静化したかのように見えた。
だがタイ人・華人資本家による南部開発政策は、結果として富裕層と貧困層の溝を広げた。2000年以降、半島を横断するガス・パイプラインの建設を巡り、非政府組織 (NGO) やムスリム住民による反対運動なども起こっている。

### タイ南部紛争
タクシン・シナワットが首相になるや否や、タクシンの強権的な政治体制が深南部三県の住民を刺激し、事態は一気に悪化した。2004年4月28日には、大規模な武力衝突がクルーセ・モスクで起こっている。
2011年現在、深南部三県ではイスラーム武装組織による爆弾テロや軍や警察車両を狙った襲撃事件が多発しており、これに国境付近で活動する地元の麻薬密輸組織も襲撃事件を起こし、治安は最悪の状況である。イスラーム武装組織のテロの標的は、政府機関だけでなく公立学校や教師も標的となっている。テロによる死傷者の数は、ムスリムと仏教徒の半々の割合である。
深南部三県では、ムスリム人口の方が多いのにもかかわらずモスクの数が少ない。逆に、仏教徒人口が少ないのにもかかわらず仏教寺院が多く建設されている。
タイ政府もこうした事態を深刻に受け止め、インフラ整備や福祉拡充などを行っているが、山間部では治安の悪さから、住民支援にも軍の同行が必要である。2006年9月19日のタイ軍事クーデター以降は、親タクシン派の反独裁民主戦線 (UDD) と反タクシン派の民主市民連合 (PAD) による国を二分する対立にタイ政府が忙殺され、深南部三県にまで政府の対策の手が回っていないというのが現状である。